# Convolvulaceae
Convolvulaceae este o familie de dicotiledonate, ce fac parte din ordinul Solanales după ........ După  Alexandru Beldie, Flora României   Determinator Ilustrat al Plantelor Vasculare vol. II Editura Academiei R.S.R. 1977, această familie face parte din  Ordinul Tubiflorales (Lamiales) 

## Genuri
- Aniseia
- Argyreia
- Astripomoea
- Blinkworthia
- Bonamia
- Breweria
- Calycobolus
- Calystegia
- Cardiochlamys
- Cladistigma
- Convolvulus
- Cordisepalum
- Cressa (plant)
- Cuscuta
- Decalobanthus
- Dichondra
- Dicranostyles
- Dinetus
- Dipteropeltis
- Ericybe
- Evolvulus
- Falckia
- Hewittia
- Hildebrandtia
- Hyalocystis
- Ipomoea
- Iseia
- Itzaea
- Jacquemontia
- Lepistemon
- Lepistemonopsis
- Lysiostyles
- Maripa
- Merremia
- Metaporana
- Nephrophyllum
- Neuropeltis
- Neuropeltopsis
- Odonellia
- Operculina
- Paralepistemon
- Pentacrostigma
- Pharbitis
- Polymeria
- Porana
- Poranopsis
- Rapona
- Rivea (Rivea corymbosa)
- Sabaudiella
- Seddera
- Stictocardia
- Stylisma
- Tetralocularia
- Tridynamia
- Turbina
- Wilsonia
- Xenostegia